# Тенчо
Тенчо (天長) је јапанска ера (ненко) која је наступила после Конин и пре Џова ере. Временски је трајала од јануара 824. до јануара 834. године и припадала је Хејан периоду. Владајући цареви били су Џуна и Нинмјо.

## Важнији догађаји Тенчо ере
- 824. (Тенчо 1): Велика суша током летњих месеци. Будистички монах Кукаи, познат и под својим постхумним именом Кобо Даиши, молио се за кишу која је убрзо пала.[3]
- 824. (Тенчо 1, седми месец): Бивши цар Хеизеи умире у 51 години.[3]
- 825. (Тенчо 2, једанаести месец): Бивши цар Сага слави свој 40 рођендан.[4]
- 826. (Тенчо 3, једанаести месец): Кобо Даиши саветује цара да изгради пагоду у близини будистичког храма То-џи у Кјоту.[5]